# Норман „Лечеро” Ст. Џон
Норман „Лечеро” Ст. Џон (енгл./шп. Norman "Lechero" St. John) измишљени је лик из америчке ТВ серије Бекство из затвора. Његов лик тумачи Роберт Виздом. Лечеро се први пут у серији појављује у првој епизоди, треће сезоне.
Лечерова мајка је радила као служавка код једног богатог директора. Кад је Лечеро имао 13 година, његову мајку је силовао њен послодавац. Норман се прерушио у млекаџију (на шпанском лечеро) и убио богатог директора, те је због тога доспео у затвор Сона на служење казне. Био је господар тог затвора (стражара унутар самих зидина није било), а на крају је убијен у покушају бекства.